# Cappella della Madonna del Soccorso
La cappella della Madonna del Soccorso era un edificio religioso situato a Scarlino, nella provincia di Grosseto.
La sua ubicazione è lungo via della Salnitreria, all'esterno della Porta Pisana.

## Storia
L'edificio religioso fu costruito fuori delle mura di Scarlino in epoca rinascimentale, più precisamente nel corso del XV secolo, nei pressi dell'antica salnitreria o polveriera di Scarlino.
Proprio durante il periodo rinascimentale vi venne realizzato al suo interno un affresco raffigurante la Madonna del Giglio, che conferì anche questa denominazione all'edificio religioso, parallelamente a quella ufficiale della Madonna del Soccorso.
Il luogo ci culto rimase consacrato almeno fino al 1829, anno in cui fu decisa la costruzione di una civile abitazione al di sopra di esso: ultimati i lavori di costruzione, l'antica cappella fu notevolmente rimaneggiata e trasformata in magazzino.

## Descrizione
L'ex cappella della Madonna del Soccorso si presenta come un piccolo edificio a pianta rettangolare e ad aula unica adibito a deposito, situato al pian terreno di un edificio abitativo di epoca ottocentesca, che venne costruito inglobando l'antico luogo di culto.
Esternamente le pareti sono rivestite interamente in intonaco, con contrafforti angolari tra le estremità della facciata anteriore e i fianchi laterali che conferiscono un aspetto vagamente fortificato al complesso. Sulla facciata anteriore dell'ex cappella si apre al centro un portone di forma rettangolare, sopra il quale vi è una piccola finestra di forma circolare, che originariamente poteva essere il piccolo rosone della facciata.
All'interno è visibile sul paramento murario intonacato l'affresco rinascimentale raffigurante la Madonna del Giglio.